# Thần kinh gai C1
Thần kinh gai C1 là thần kinh gai đầu tiên của tủy gai, cũng là thần kinh đầu tiên của đoạn cổ của tủy gai. Thần kinh này chủ yếu mang các sợi vận động, nhưng cũng có một nhánh quặt ngược chi phối cảm giác cho các phần của màng cứng xung quanh đại não (thông qua các nhánh lưng). Theo định luật Chipault, đốt tủy của thần kinh gai C1 ở trong xương sống C1, thần kinh này không luồn qua lỗ gian đốt sống mà luôn trên đốt sống C1. 
Thần kinh này chi phối cho các cơ: 
- Cơ cằm móng - thông qua thần kinh hạ thiệt (thần kinh sọ XI)
- Cơ thẳng đầu trước
- Cơ dài đầu (một phần)
- Cơ thẳng đầu bên
- Cơ gối cổ (một phần)
- Cơ thẳng đầu sau lớn
- Cơ nâng vai (một phần)
- Cơ giáp móng - thông qua thần kinh hạ thiệt
- Cơ vai móng - thông qua quai thần kinh cổ
- Cơ ức móng - thông qua quai thần kinh cổ